# あずまんが大王パズルボブル
『あずまんが大王パズルボブル』（あずまんがだいおうパズルボブル）は、タイトーから2002年12月に発売されたアーケードゲームである。開発はMOSS。

## 概要
タイトーの定番パズルゲーム『パズルボブル』のシステムに漫画『あずまんが大王』のキャラクターを使用したキャラクターゲームである。後述の「ブレイク」の際に出現するキャラクターの顔が画面のバブルを隠してしまうため、プレイの障害にもなってしまうという特徴がある。

## ゲームのルール
8方向レバー、1ボタン（ボール発射）でバブルを消していればクリアとなる。デッドラインを超えたらゲームオーバー。

## 選択できるモード
1Pパズル
1人用パズル。おこさまコース、学校コース、放課後コースの3種類選べる。
CPU対戦
キャラクターを選ぶとキャラの変化が違う。全7ステージ。1試合1回先取制。
2P対戦
人間同士で戦うモード。1クレジットでプレイ可能。
2Pパズル
一緒に協力してバブルを消していく2P協力モード。1クレジットでプレイ可能。

## ブレイクシステム
本作ではブレイクシステムが追加。
- 1Pパズルではブレイクを行うとボーナスピンナップメーターがたまる。
- 対戦モードではバブルを落とした時にブレイク段数が多いと、敵の攻撃力が上昇。

## キャラクター
あずまんが大王に登場したキャラクター。なお、バブルン・ボブルンなどのバブルボブルシリーズのキャラは登場しない。
美浜ちよ（声優：金田朋子）
10歳で高校に転入した天才少女。
滝野智（声優：樋口智恵子）
元気いっぱいの暴走女子高生。
大阪（春日 歩）（声優：松岡由貴）
大阪からの転入生。大阪はニックネームである。
榊（声優：浅川悠）
スポーツ万能、成績優秀、美人でスタイルも良い。
水原暦（声優：田中理恵）
ツッコミ役が板についている。体重を気にしていつもダイエット。
神楽（声優：桑島法子）
水泳部に所属。結構真面目に打ち込んでいる。
谷崎ゆかり（声優：平松晶子）
ちよたちのクラスの担任。美人だが破天荒かつズボラな教師。CPU対戦モードのラスボスとして登場し、プレイヤーは選択できない。